# Бурбон (кава)
Бурбон — культурний різновид (культивар) арабіки, один з двох основних культиварів (другий має назву «типіка»). Країна походження — Ємен.
Вперше кава бурбон була вироблена на острові Реюньйон, який до 1789 мав назву Іль Бурбон (фр. Île Bourbon). Найкраще культивується на висотах 1100 — 2000 метрів, дає на 20—30% більше врожаю, ніж «типіка», який, однак, є подібним до неї за якістю. Відрізняється високим потенціалом, проте є чутливим до захворювань та паразитів. Вважається стандартом якості.

## Походження
Незважаючи на те, що країна походження кави сорту бурбон — Ємен, вперше її було вироблено на острові Реюньйон, що у Французькій Гвіані, куди цей сорт потрапив у 1715 з Ємену. Звідти бурбон був транспортований до Бразилії, яка на сьогоднішній день є єдиною країною, де культивується та виробляється кава даного сорту.
На острові Реюньйон нині робляться спроби відновити цей різновид арабіки.

## Опис

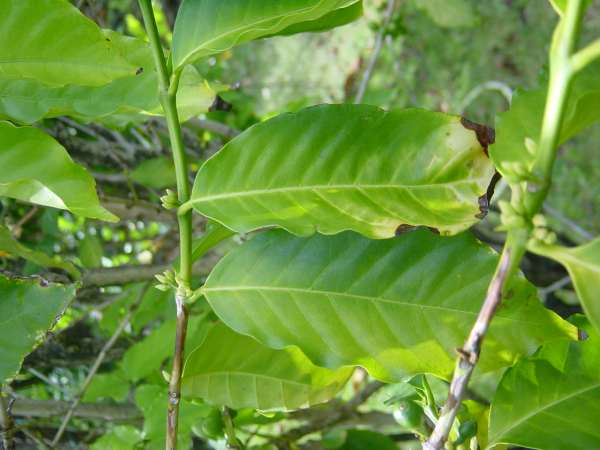
Листя бурбону

Молоді листки мають зелений або бронзовий колір, зріле листя за розмірами більше, ніж листя «типіки». Плагіотропні пагони ростуть під невеликим кутом (приблизно 60°) відносно головного стебла. Плоди («вишні») за формою більш округлі, ніж плоди «типіки», мають жовтий колір та тонку шкірку. Єменський бурбон має тенденцію до формування єдиного головного стебла, тоді як ефіопський — до розгалуженого.

## Смакові якості
Бурбон відрізняється яскравим ароматом та досить багатим смаком, у якому присутні вершкові та фруктові відтінки; ще однією характерною рисою його є тривалий післясмак. Завдяки специфічним властивостям (тонкій шкірці; ця властивість сприяє також кращому потраплянню сонячних променів усередину плоду, що також позитивно відображається на смакових якостях бурбону) плоди бурбону уникають термічної обробки під час очищення та, як наслідок, знищення багатьох корисних речовин, що є у кавових зернах; відсутність термообробки дозволяє також краще зберегти його аромат.

## Поширення
На сьогоднішній день бурбон вирощується та виробляється лише у Бразилії; регіон вирощування — штати Сан-Паулу, Парана та Мінас-Жерайс. Робляться також спроби відновити вирощування та виробництво бурбону там, де він був уперше вирощений, — на острові Реюньйон. Оцінюється досить дорого через рідкісність та смакові якості.

## Цікаві факти
- За весь час свого існування бурбон жодного разу не схрещувався з іншими сортами кави;
- Серед прихильників кави бурбон були французький король Людовік XIV та французький письменник Оноре де Бальзак.